# Les Bâtards de Pékin
Pour plus de détails, voir Fiche technique et Distribution.
Les Bâtards de Pékin (chinois simplifié : 北京杂种 ; pinyin : Běijīng Zázhǒng), est un film dramatique chinois réalisé par Zhang Yuan et sorti en 1993. 
Le chanteur de rock chinois Cui Jian interprète l'un des rôles principaux dans ce film qui a été officiellement interdit par le gouvernement chinois. Il est tourné à Pékin.
Les Bâtards de Pékin est considéré comme le premier film de la sixième génération. Zhang finance le film grâce à l'argent qu'il avait reçu pour la réalisation de clips musicaux.

## Synopsis
Le groupe de rock de Cui Jian perd son local de répétition dans le club de Karzi. Mais ce dernier a lui-même des problèmes, car sa petite amie enceinte le quitte après une dispute au cours de laquelle Karzi veut la convaincre d'avorter.
Le film n'a cependant pas d'intrigue continue, c'est plutôt la vie apolitique des jeunes adultes, qui consiste à se saouler, à faire l'amour et à se disputer entre eux. Cette partie de l'intrigue est régulièrement interrompue par des chansons rock, dont certaines sont intégrées dans le style des clips vidéo.

## Fiche technique
- Titre français : Les Bâtards de Pékin[1],[2]
- Titre original chinois : 北京杂种, Běijīng Zázhǒng[3]
- Réalisation : Zhang Yuan
- Scénario : Cui Jian, Danian Tang (en)
- Photographie : Jian Zhang
- Montage : Shuangyuan Feng
- Musique : Cui Jian, Dou Wei, Ha Yong
- Production : Yuan Zhang
- Sociétés de production : Hubert Bals Fund
- Pays de production :  Chine
- Langue originale : mandarin
- Format : couleurs
- Genre : film dramatique
- Durée : 88 minutes
- Dates de sortie : 
  - Suisse : août 1993
  - Chine : 17 septembre 1993

## Distribution
- Cui Jian : chanteur de rock
- Li Wei : Karzi
- Feihong Yu : Mao Mao